# Xanthia flavago
Xanthia flavago là một loài bướm đêm trong họ Noctuidae.